# Orbassano
Orbassano är en stad och kommun i storstadsregionen Turin, innan 2015 provinsen Turin, i regionen Piemonte, Italien. Kommunen hade 23 365 invånare (2017).